# Cogners
Cogners és un municipi francès situat al departament del Sarthe i a la regió de País del Loira. L'any 2007 tenia 198 habitants.

## Demografia

### Població
El 2007 la població de fet de Cogners era de 198 persones. Hi havia 84 famílies de les quals 24 eren unipersonals (12 homes vivint sols i 12 dones vivint soles), 36 parelles sense fills i 24 parelles amb fills.
La població ha evolucionat segons el següent gràfic:
Habitants censats

### Habitatges
El 2007 hi havia 140 habitatges, 85 eren l'habitatge principal de la família, 42 eren segones residències i 13 estaven desocupats. Tots els 140 habitatges eren cases. Dels 85 habitatges principals, 66 estaven ocupats pels seus propietaris, 18 estaven llogats i ocupats pels llogaters i 1 estava cedit a títol gratuït; 2 tenien dues cambres, 11 en tenien tres, 32 en tenien quatre i 40 en tenien cinc o més. 68 habitatges disposaven pel capbaix d'una plaça de pàrquing. A 29 habitatges hi havia un automòbil i a 46 n'hi havia dos o més.

### Piràmide de població
La piràmide de població per edats i sexe el 2009 era:
| Homes | Edats   | Dones |
| ----- | ------- | ----- |
| 0     | 95 o +  | 0     |
| 4     | 90 a 94 | 0     |
| 0     | 85 a 89 | 0     |
| 4     | 80 a 84 | 12    |
| 4     | 75 a 79 | 8     |
| 12    | 70 a 74 | 4     |
| 4     | 65 a 69 | 12    |
| 4     | 60 a 64 | 4     |
| 4     | 55 a 59 | 4     |
| 12    | 50 a 54 | 4     |
| 4     | 45 a 49 | 4     |
| 8     | 40 a 44 | 4     |
| 4     | 35 a 39 | 4     |
| 8     | 30 a 34 | 0     |
| 8     | 25 a 29 | 8     |
| 8     | 20 a 24 | 0     |
| 8     | 15 a 19 | 4     |
| 0     | 10 a 14 | 0     |
| 0     | 5 a 9   | 0     |
| 4     | 0 a 4   | 8     |

## Economia
El 2007 la població en edat de treballar era de 121 persones, 89 eren actives i 32 eren inactives. De les 89 persones actives 86 estaven ocupades (47 homes i 39 dones) i 3 estaven aturades (2 homes i 1 dona). De les 32 persones inactives 17 estaven jubilades, 6 estaven estudiant i 9 estaven classificades com a «altres inactius».

### Ingressos
El 2009 a Cogners hi havia 86 unitats fiscals que integraven 214 persones, la mediana anual d'ingressos fiscals per persona era de 16.513 €.

### Activitats econòmiques
Dels 6 establiments que hi havia el 2007, 2 eren d'empreses de construcció, 1 d'una empresa d'hostatgeria i restauració i 3 d'empreses de serveis.
Dels 2 establiments de servei als particulars que hi havia el 2009, 1 era un guixaire pintor i 1 fusteria.
L'any 2000 a Cogners hi havia 14 explotacions agrícoles que ocupaven un total de 945 hectàrees.

## Poblacions més properes
El següent diagrama mostra les poblacions més properes.